# ふくしまの橋カード
ふくしまの橋カード（ふくしまのはしカード）は、福島県土木部により配布されている、橋梁について記したカード型式のパンフレットである。

## 概要
県内の土木事業に対する理解と関心を市民に深めてもらうために、橋梁に関する基本的データやその特徴などの情報を提供する簡易型パンフレットとして福島県内の各施設にて配布されている。また、橋梁の近隣の道の駅や観光協会等で配布することにより、各施設の利用者の拡大を狙っている。一般的なトレーディングカードの大きさで制作されている。カードを受け取るには指定された配布場所にて、飲食や買い物をした際のレシートの提示が必要である。配布場所が観光協会などの窓口の場合は近隣店舗、施設を利用した際のレシートを用いる。

## 記載内容
表面
- 橋名
- 橋の写真
- 所属路線番号標識

裏面
- 橋梁データ
  - 名称
  - 所属路線名
  - 所在地住所・経緯度
  - 橋長
  - 支間長
  - 橋梁構造
  - 管理者
  - 完成年
- QRコード（福島県ホームページへアクセスし、より詳細な橋梁、周辺情報が得られる）
- 銘板写真

## 種類
第1弾（2017年11月18日（土木の日）配布開始）
- No.1  十綱橋（福島市　福島県道3号福島飯坂線）
  - 飯坂温泉観光協会（飯坂温泉内の店舗等でのレシートが必要）
- No.2  横向大橋（耶麻郡猪苗代町　国道115号土湯バイパス）
  - 道の駅つちゆ
- No.3  羽鳥大橋（岩瀬郡天栄村　国道118号）
  - 道の駅羽鳥湖高原
- No.4  うつくしま大橋（西白河郡矢吹町　福島県道42号矢吹小野線あぶくま高原道路
  - 道の駅たまかわ
- No.5  甲子大橋（西白河郡西郷村　国道289号甲子道路）
  - 道の駅しもごう
- No.6  二本木橋（大沼郡金山町　国道252号）
  - 道の駅奥会津かねやま
- No.7  桧原大橋（耶麻郡北塩原村　福島県道64号会津若松裏磐梯線）
  - 道の駅裏磐梯
- No.8  銀竜橋（南会津郡南会津町　国道352号中山峠）
  - 道の駅たじま
- No.9  松川浦大橋（相馬市　相馬市道大洲松川線）
  - 道の駅そうま
- No.10 小名浜マリンブリッジ（いわき市　小名浜港臨港道路）
  - 道の駅よつくら港
  - いわき・ら・ら・ミュウ（当施設またはアクアマリンふくしま、小名浜美食ホテルいずれかでのレシートが必要）

第2弾（2019年3月1日配布開始）
- No.11 不動沢橋（福島市　福島県道70号福島吾妻裏磐梯線 磐梯吾妻スカイライン）
  - 高湯温泉観光協会（高湯温泉内各施設でのレシートが必要）
- No.12 松齢橋（福島市　福島県道308号山口渡利線）
  - コラッセふくしま
- No.13 春田大橋（田村郡三春町　福島県道144号谷田川三春線）
  - 三春の里 田園生活館
- No.14 赤舘大橋（東白川郡棚倉町　国道118号）
  - 道の駅はなわ
- No.15 新宮下橋（大沼郡三島町　国道252号）
  - 道の駅尾瀬街道みしま宿
- No.16 瑞光寺橋（河沼郡柳津町　国道252号）
  - 道の駅会津柳津
- No.17 西羽賀橋（喜多方市　福島県道340号上郷舟渡線）
  - 道の駅にしあいづ
- No.18 東大橋（喜多方市　国道121号）
  - 道の駅喜多の郷
- No.19 あいよし橋（南会津郡只見町　国道252号六十里越）
  - 只見町観光まちづくり協会（只見町内の店舗等でのレシートが必要）
- No.20 松ケ平橋（相馬郡飯舘村　福島県道268号草野大倉鹿島線）
  - 道の駅いいたて村の道の駅までい館
- No.21 貝泊大橋（いわき市　国道289号荷路夫バイパス）
  - 田人おふくろの宿